# Strangelove (cântec)
"Strangelove" este o piesă a formației britanice Depeche Mode. Piesa a apărut pe albumul Music for the Masses, în 1987.

## Track listing

### 7": Mute / Bong13 (UK) & 7": Sire / 7-28366 (US)
1. "Strangelove" – 3:45
2. "Pimpf" – 4:33

### 12": Mute / 12Bong13 (UK)
1. "Strangelove (Maxi Mix)" – 6:32
2. "Strangelove (Midi Mix)" – 1:38
3. "Fpmip" – 5:21

### 12": Mute / L12Bong13 (UK)
1. "Strangelove (Blind Mix)" – 6:31
2. "Pimpf" – 4:33
3. "Strangelove (Pain Mix)" – 7:19 (remixed by Phil Harding)
4. "Agent Orange" – 5:05

### 12": Mute / DanceBong13 (UK)
1. "Strangelove (Blind Mix)" – 6:31
2. "Strangelove (The Fresh Ground Mix)" – 8:14 (remixed by Phil Harding)

- Very rare promo release, with a white label, though some bootlegs are available.

### CD: Mute / CDBong13 (UK)
1. "Strangelove (Maxi Mix)" – 6:32
2. "Pimpf" – 4:33
3. "Strangelove (Midi Mix)" – 1:38
4. "Agent Orange" – 5:05
5. "Strangelove" – 3:45

- Originally released in Cardsleeve [1987] in two different versions [black labeled/red labeled disc]
- Re-released as 5track CD Single in Slim Jewel Case in 1991.

1. "Strangelove" – 3:45
2. "Pimpf" – 4:33
3. "Strangelove (Maxi Mix)" – 6:32
4. "Agent Orange" – 5:05
5. "Strangelove (Blind Mix)" – 6:31
6. "Fpmip" – 5:21
7. "Strangelove (Pain Mix)" – 7:19
8. "Strangelove (Midi Mix)" – 1:38

- The second CD is the 1992 re-release

### 12" Sire / 0-20696 (US)
1. "Strangelove (Maxi Mix)" – 6:32
2. "Strangelove (Midi Mix)" – 1:38
3. "Strangelove (Blind Mix Edit)" – 6:10
4. "Fpmip" – 5:21

### 12" Sire / 0-20769 (US)
1. "Strangelove" (Pain Mix) – 7:19
2. "Strangelove" (Pain Mix 7" Edit) – 3:29
3. "Agent Orange" – 5:05

- "Fpmip" is "Pimpf" with a different intro that sounds like the song played backwards.

- Toate cântecele au fost scrise de Martin L. Gore

### 3"CD Sire/Reprise / 2-27777 (US)
1. "Strangelove (Remix Edit)" – 3:52 (remixed by Tim Simenon & Mark Saunders)
2. "Nothing (Remix Edit)" – 3:58 (remixed by Justin Strauss)

### 7" Sire / 7-27777 (US)
1. "Strangelove" (Album Version 7" Edit) – 3:44
2. "Nothing" (Remix Edit) – 3:58

- Also released on Cassette (Sire / 27991-4)

### 12" Sire / 0-21022 (US)
1. "Strangelove (Highjack Mix)" – 6:30 (remixed by Tim Simenon & Mark Saunders)
2. "Strangelove (Remix Edit)" – 3:46
3. "Nothing (Zip Hop Mix)" – 7:06 (remixed by Justin Strauss)
4. "Nothing (Dub Mix)" – 6:40 (remixed by Justin Strauss)

### CD Sire / PRO-CD-3213 (US)
1. "Strangelove" (Remix Edit) – 3:46
2. "Strangelove" (Album Version 7" Edit) – 3:44
3. "Strangelove" (Blind Mix 7" Edit) – 3:57
4. "Strangelove" (Highjack Mix) – 6:30

- US promo CD

The "Zip Hop Mix" of Nothing appeared on the rare fourth disc of Depeche Mode's remix compilation, Remixes 81-04 in 2004.
- Toate cântecele au fost scrise de Martin L. Gore